# Tam Sơn, Vu Hồ
Tam Sơn (chữ Hán giản thể: 三山区, Hán Việt: Tam Sơn khu) là một quận cũ thuộc địa cấp thị Vu Hồ, tỉnh An Huy, Cộng hòa Nhân dân Trung Hoa. Ngày 9 tháng 2 năm 2006, Quốc vụ viện Trung Quốc đã phê chuẩn thành lập quận Tam Sơn từ các trấn: Tam Sơn, Nga Kiều thuộc huyện Mẫn Xương. Chính quyền quận Tam Sơn nằm ở đường tam Hoa thuộc trấn Tam Sơn. Mã vùng của Tam Sơn là 0553, mã bưu chính là: 241000.
Tháng 7/2020, quận này giải thể, đem toàn bộ quận nhập vào quận Dặc Giang.